# Savez komunista Hrvatske
Savez komunista Hrvatske (SKH) bio je dio Saveza komunista Jugoslavije, vladajuće politička organizacija u bivšoj Socijalističkoj Federativnoj Republici Jugoslaviji. Bio je vladajuća partija u jednopartijskoj Socijalističkoj Republici Hrvatskoj. Prvotno je osnovana 1937. kao Komunistička partija Hrvatske.

## Povijest
Osnovan je 1937. u Samoboru kao Komunistička partija Hrvatske, koja je na Šestomu kongresu KPJ u Zagrebu, 2. — 7. studenoga 1952., promijenila naziv u Savez komunista Hrvatske.
Ustavom je bio definiran kao revolucionarna organizacija, osnovni pokretač i nositelj političkih aktivnosti u društvu i državi. U razdoblju od 1945. do 1989. SKH je usmjeravao i nadzirao cjelokupan društveno-politički, gospodarski i kulturni život u SR Hrvatskoj.
Vodstvo SKH predstavljao je Centralni komitet na čijem je čelu bio predsjednik Predsjedništva CK SKH. Politika ove organizacije određivana je na kongresima.
U drugoj polovici 1960-ih godina, nakon osude Aleksandra Rankovića na Brijunima, došlo je do znatnije mogućnosti za reforme u Jugoslaviji, pa se i unutar SKH oblikovalo reformističko vodstvo. Toj generaciji hrvatskih komunističkih vođa pripadali su Savka Dabčević-Kučar i Miko Tripalo, koji će postati i predvodnici Hrvatskog proljeća. 4. srpnja 1971., Josip Broz Tito sudjelovao je na zatvorenoj sjednici Izvršnog komiteta SKH, na kojoj su prvi put osuđena „nacionalistička zastranjenja.“ Taj će pokret, potom, biti nasilno prekinut 30. studenog i 1. prosinca 1971. na sjednici Izvršnog komiteta SKH u Karađorđevu, te 1. i 2. prosinca iste godine na 21. sjednici CK SKJ, nakon čega su ostavke podnijeli Savka Dabčević-Kučar, Miloš Žanko, Miko Tripalo, Pero Pirker, Marko Koprtla i Janko Bobetko. Također je odlučeno da se s dosadašnjih dužnosti smijene predsjednik i potpredsjednik CK SK Zagreba Srećko Bijelić i Dragutin Haramija, a za novu predsjednicu CK SKH izabrana je Milka Planinc.
Tijekom 1980-ih godina unutar SKH razvija se politička rasprava o budućem smjeru razvoja. S jedne je strane Stipe Šuvar, kao onaj koji daje prednost ideologiji, a s druge Ante Marković koji naglašava tehnologiju.
U vrijeme pred demokratske promjene, predsjednik Predsjedništva CK SKH bio je Stanko Stojčević (r. 1929.), tipičan partijski aparatčik, pripadnik tvrde struje koju je u Hrvatskoj predvodio Mika Špiljak.[nedostaje izvor] Istodobno za sekretara Predsjedništva CK SKH biran Drago Dimitrović (r. 1949.). Osobiti zaokret dogodio se 10. prosinca 1989., kada je dvanaest političkih stranaka i oporbenih skupina u Zagrebu prikupljalo potpise za peticiju Saboru i Predsjedništvu SKH, kojom se tražilo raspisivanje slobodnih izbora. Iste je večeri objavljena odluka Predsjedništva CK SKH o raspisivanju prijevremenih izbora u SR Hrvatskoj na svim razinama - od općina do Sabora. Centralni komitet prihvatio je odluku svoga Predsjedništva, a sutradan 11. prosinca počeo je 11. kongres SKH koji je trajao tri dana i također podržao odluku za izbore. Na tom kongresu na čelo SKH dolazi Ivica Račan, koji je kao protukandidata imao Ivu Družića. Od staroga predsjedništva Partije ostao je samo jedan član.
U siječnju 1990. izaslanstvo SKH napustilo je 14. izvanredni kongres SKJ, zajedno s izaslanstvom SK Slovenije, čime je SKH de facto prestao biti dijelom Saveza komunista Jugoslavije.
S demokratskim promjenama mijenja se i ime stranke u Savez komunista Hrvatske - Stranka demokratskih promjena (1990.), Stranka demokratskih promjena (1990. – 1992.), Socijaldemokratska partija Hrvatske - Stranka demokratskih promjena (1992. – 1993.), te od 1993. Socijaldemokratska partija Hrvatske.
Danas u Hrvatskoj, prema podatcima za 2011. godinu, povlaštenu mirovinu prima 382 komunističkih dužnosnika (funkcionara), s prosječnom mirovinom od 2.913,53 kn.

## Kontroverza o pristupu arhivskoj građi SKH
Socijaldemokratska partija Hrvatske je u posjedu cjelokupne arhivske građe iz vremena kada je vladala Socijalističkom Republikom Hrvatskom (pod imenima "Savez komunista Hrvatske" i "Komunistička partija Hrvatske"), te je za sada (2017. godine) pristup toj građi moguć samo uz odobrenje SDP-a. U lipnju 2014. godine dr. sc. Ivica Lučić s Hrvatskog instituta za povijest optužuje vrh SDP da pristup dozvoljava samo svojim pristalicama, koji potom prezentiraju informacije probrane na način da u boljem svjetlu prikazuju djelovanje komunističke partije: "Za neke neovisne, kritične istraživače nema uopće govora da će doći do takvog gradiva, čak niti gradivo nekadašnjih Komiteta za općenarodnu obranu i društvenu samozaštitu koji nisu bili partijska institucija, nego državna, ali i to gradivo smješteno je unutar partijskog i morate i zato tražiti dopuštenje SDP-a". Inače je izučavanje povijesti u razdoblju od drugog svjetskog rata pa do kraja komunističke vladavine praktično nemoguće bez pravilnog valoriziranja činjenica o radu tijela Partije - jer je državna vlast u tadašnjem jednostranačkom sustavu bespogovorno provodila odluke Partije, te se na sjednicama državnih tijela najmanje raspravljalo; rasprave o novim odlukama pretežito su se vodile upravo na Partijskim forumima.

## Sekretari Centralnog komiteta
Sekretari Centralnog komiteta (tajnici središnjega odbora) KPH, kasnijeg SKH:
- Đuro Špoljarić, (1937. – 1939.)[6]
- Rade Končar, (1940. – 1941.)
- Vlado Popović, (1941. – 1942.)
- Andrija Hebrang, (1942. – 1944.)
- Vladimir Bakarić, (1944. – 1969.)
- Savka Dabčević-Kučar, (1969. – 1971.)
- Milka Planinc, (1971. – 1982.)
- Jure Bilić, (1982. – 1983.)
- Josip Vrhovec, (1983. – 1984.)
- Mika Špiljak, (1984. – 1986.)
- Stanko Stojčević, (1986. – 1989.)
- Ivica Račan, (1989. – 1990.)

## Kongresi CK SKH
Popis prema:
- 1. kongres SKH, 1. i 2. kolovoza 1937. u šumi Anindol kod Samobora
- 2. kongres SKH, 21. do 25. studenoga 1948. u starom velesajmu u Zagrebu
- 3. kongres SKH, 26. – 28. svibnja 1954.[8] u Domu JNA u Zagrebu
- 4. kongres SKH, 7. do 10. travnja 1959. u Studentskom centru u Zagrebu
- 5. kongres SKH, 26. travnja 1965.[9] do 29. travnja 1965. u Studentskom centru u Zagrebu
- 6. kongres SKH, 5. do 7. prosinca 1968. u Studentskom centru u Zagrebu
- 7. kongres SKH, 7. – 9. travnja 1974. godine u Zagrebu
- 8. kongres SKH, 1978.
- 9. kongres SKH, 1980.[10]
- 10. kongres SKH, proljeće 1986., Zagreb
- 11. kongres SKH, 11. prosinca do 13. prosinca 1989. u Zagrebu
- 12. kongres SKH,